# Marionetas (telenovela)
Marionetas es una telenovela mexicana, dirigida por Miguel Córcega, producida por Eugenio Cobo para la cadena de televisión Televisa.
Se estrenó por El Canal de las Estrellas el 7 de abril de 1986 en reemplazo de Principessa y finalizó el 26 de septiembre del mismo año, siendo reemplazado por Cicatrices del alma.
Fue protagonizada por Alma Delfina, Ana Silvia Garza y el debut de Jessica Jurado, con las participaciones estelares de Fernando Ciangherotti y David Ostrosky con la participación antagónica de Luis Gatica y la participación de los primeros actores Martha Navarro, Azucena Rodríguez y Luis Couturier.
La telenovela tocó temas originales para la época, ahondando en tópicos como el feminismo, la preparación universitaria, el matrimonio, la infidelidad, las relaciones en pareja y el divorcio.

## Argumento
Laura, Magdalena y Alejandra son tres jóvenes que llegan a la Ciudad de México para estudiar sus carreras universitarias. Al conocerse, forman una especie de familia para apoyarse unas a otras. 
Magdalena estudia medicina. Es la más centrada de las tres, y la que crea el balance entre las personalidades extremas de Alejandra y Laura. Conoce y se enamora de Gustavo. Eventualmente se casan.
Alejandra estudia derecho. Es las más racional y analítica de las tres, y en ocasiones llega a ser dura e intolerante. Se casa con Luis y tienen hijos, pero al pasar los años, él le es infiel. Luis intenta reconciliarse con Alejandra, pero ella no acepta sus disculpas. Al final, Magdalena le pregunta si nunca perdonará a Luis, y Alejandra responde que no puede decir 'nunca', aunque lo duda, ya que cuando se casaron prometieron nunca lastimarse, y eso no sucedió.
Laura es la más abierta y generosa de las tres, pero también la que más desengaños sufre. Se enamora de Jorge, pero él le es infiel y se casa con una mujer de dinero, hija de su jefe. Años después vuelve a enamorarse, esta vez de Francisco, un hombre casado. Este romance prohibido hace que se distancie de Alejandra y Laura quienes, al ser mujeres casadas, no pueden entender que su amiga sea una 'rompehogares' y esté dispuesta a ser la otra mujer. 
Luego de estar separados, Francisco y Laura quedan de verse. Él no llega a la cita y ella cree que nuevamente la han engañado. Dos días después, Laura recibe la visita de la hija de Francisco, quien le revela que él tuvo un infarto el día que tenían la cita. También le cuenta que, antes de morir, le pidió que fuera a ver a Laura para decirle que fue el amor de su vida.
Preocupadas por la depresión de Laura, Magdalena y Alejandra van a verla, y se reconcilian con ella. Las tres amigas están juntas nuevamente.

## Elenco
- Alma Delfina - Laura Contreras
- Ana Silvia Garza - Magdalena Santacruz
- Jessica Jurado - Alejandra Valencia
- Fernando Ciangherotti - Gustavo Almada
- Luis Gatica - Jorge Linares
- Martha Navarro† - Sofía
- Luis Couturier - Marcelo
- Lucero Lander - Mariana
- Ernesto Laguardia - Sergio
- Mapita Cortés† - Adriana Gallardo
- Azucena Rodríguez - Leonor
- Isaura Espinoza - Elvira García
- Antonio Henaine - Mario
- David Ostrosky - Luis
- Elsa Méndez - Virginia
- Juan Felipe Preciado - Alfredo
- Manuel López Ochoa† - Francisco Mallén
- Genoveva Pérez† - Aurora
- Sebastián Ligarde
- Graciela Bernardos†
- Enrique Gilabert
- Diana Rodarte
- Salvador Sánchez - Padre de Laura
- Evangelina Martínez - Madre de Laura
- Abraham Stavans† - Padre de Alejandra
- Ari Telch - Estudiante de universidad
- Roberto Palazuelos - Estudiante de universidad

## Equipo de producción
- Original de: María Antonieta Saavedra
- Edición literaria: Jesús Calzada
- Tema original: Marionetas
- Autora: Amparo Rubín
- Tema original: En la playa
- Autora: Amparo Rubín
- Música compuesta por: Amparo Rubín
- Arreglos musicales: Rodrigo Álvarez
- Escenografía: Javier Terrazas
- Ambientación: Eneida Rojas
- Diseñadora de vestuario: Fabiola
- Musicalizador: Mario Solórzano
- Iluminación: Alfonso González
- Editor: Juan Carlos Frutos
- Jefe de producción: Paulina Viesca Azuela
- Coordinación: Rossana Ruiz
- Dirección de cámaras: Alejandro Frutos
- Dirección de escena: Miguel Córcega
- Productor: Eugenio Cobo

## Premios y nominaciones

### Premios TV y Novelas 1987
| Categoría                  | Nominado       | Resultado |
| -------------------------- | -------------- | --------- |
| Mejor revelación masculina | David Ostrosky | Nominado  |
| Mejor dirección de escena  | Miguel Córcega | Nominado  |

## Repeticiones
- Transmitida en 1993 en el canal 27 de Cablevisión.[2]